# Hrčci (gljive)
Hrčci (Helvella) su rod šumskih gljiva, saprofita,  porodice Helvellaceae. Pripadaju u Askomicete, a sastoje se od nekoliko vrsta. To su: Helvella acetabulum ili zdjeličasti hrčak, Helvella albella, Helvella atra, Helvella branzeziana, Helvella Confusa,  Helvella crispa (jesenski hrčak), Helvella dissingii, Helvella elastica, Helvella fusca, Helvella lactea, Helvella lacunosa, Helvella leucomelaena,  Helvella macropus, Helvella phlebophora, Helvella queletii, Helvella solitaria, Helvella spadicea.

## Opis
Hrčci imaju plodna tijela koja rastu iznad tla, i obično imaju stručak. Plodno tijelo oblika kapice može imati razne oblike: može biti oblika uha, može biti konveksno ili nekonveksno. Površina koja nosi spore, himenij, može biti glatka, valovita ili kovrčava. Može biti od bijele do crne boje, ili s raznim nijansama sive ili smeđe. Slično, vanjska površina plodnog tijela može biti glatka, narebrana, ili imati sitne projekcije slične dlakama. Stručak je cilindričan i kupast, ili izbrazdan i narebran. Meso je obično 1-2 mm debelo.

## Drugi projekti
|  | Zajednički poslužitelj ima još gradiva o temi hrčci |
|  | Wikivrste imaju podatke o taksonu hrčcima           |

## Vanjske poveznice
- Saddles: The Genus Helvella
- Foto galerija